# Salvezines
Salvezines ist eine französische Gemeinde 70 Einwohnern (Stand 1. Januar 2022) im Département Aude in der Region Okzitanien. Sie gehört zum Kanton La Haute-Vallée de l’Aude und zum Arrondissement Limoux. 

## Lage
Das Gemeindegebiet ist Teil des Regionalen Naturparks Corbières-Fenouillèdes.
Nachbargemeinden sind Axat im Nordwesten, Puilaurens im Norden, Gincla im Osten, Montfort-sur-Boulzane im Süden und Sainte-Colombe-sur-Guette im Westen.

## Bevölkerungsentwicklung
| Jahr      | 1962 | 1968 | 1975 | 1982 | 1990 | 1999 | 2006 | 2015 |
| --------- | ---- | ---- | ---- | ---- | ---- | ---- | ---- | ---- |
| Einwohner | 147  | 145  | 103  | 100  | 101  | 108  | 96   | 77   |